# Seymour Hersh

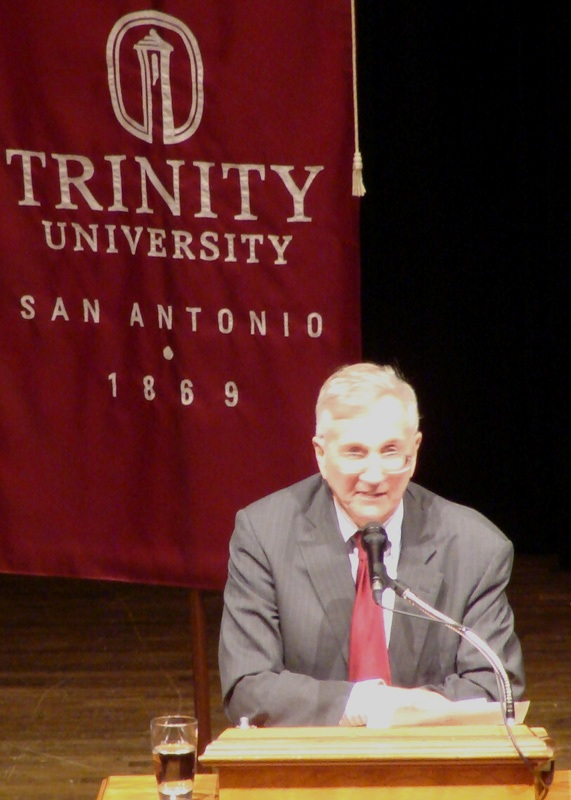
Seymour Hersh

Seymour Myron (Sy) Hersh (Chicago, 8 april 1937) is een Amerikaans onderzoeksjournalist en publicist die regelmatig schrijft in The New Yorker over militaire en veiligheidszaken. Zijn werk kreeg wereldwijde bekendheid en erkenning in 1969 toen hij het bloedbad van Mỹ Lai en de daaropvolgende doofpotaffaire tijdens de Vietnamoorlog onthulde. Hiervoor ontving hij de Pulitzer-prijs voor internationale journalistiek. In 2004 kregen zijn rapportages over de mishandeling van gevangenen door het Amerikaanse leger in de Abu Ghraibgevangenis veel aandacht. In 2013 noemde hij het officiële rapport dat de dood van Osama bin Laden beschrijft "een grote leugen. Geen enkel woord is waar". Hierop kreeg hij veel kritiek maar hij bleef bij zijn standpunt, hoewel hij niet ontkende dat Bin Laden door de Amerikanen is gedood.
Op basis van een anonieme bron beweerde Seymour in februari 2023 dat de ontploffing van de Nordstream-pijpleiding een geheime operatie van de Verenigde Staten was.